# 16853 Masafumi
16853 Masafumi este un asteroid din centura principală de asteroizi.

## Descriere
16853 Masafumi este un asteroid din centura principală de asteroizi. A fost descoperit pe 21 decembrie 1997 la Chichibu de Naoto Satō. Asteroidul prezintă o orbită caracterizată de o semiaxă mare de 3,10 ua, o excentricitate de 0,12 și o înclinație de 2,2° în raport cu ecliptica.